# Shamli
Shamli là một thành phố và là nơi đặt ban đô thị (municipal board) của quận Muzaffarnagar thuộc bang Uttar Pradesh, Ấn Độ.

## Địa lý
Shamli có vị trí 29°27′B 77°19′Đ / 29,45°B 77,32°Đ Nó có độ cao trung bình là 248 mét (813 feet).

## Nhân khẩu
Theo điều tra dân số năm 2001 của Ấn Độ, Shamli có dân số 89.861 người. Phái nam chiếm 54% tổng số dân và phái nữ chiếm 46%. Shamli có tỷ lệ 64% biết đọc biết viết, cao hơn tỷ lệ trung bình toàn quốc là 59,5%: tỷ lệ cho phái nam là 70%, và tỷ lệ cho phái nữ là 57%. Tại Shamli, 15% dân số nhỏ hơn 6 tuổi.